# 法海事件
法海事件，是2013年農曆新年期間，龚琳娜的新“神曲”《法海你不懂爱》，引起中国佛教界异议的事件。
此首歌曲的主角法海，来自于中国民间传说《白蛇传》，在《白蛇传》中，法海既已被塑造成恶僧形象。2012年底，《法海你不懂爱》这首歌曲在湖南卫视由龚琳娜夫妇首次演出。由于歌曲对法海的形象被恶搞，被部分佛教界人士和佛教信徒认为涉嫌侮辱了佛教法海禪師，引发中国佛教界的抗议事件，并由此引发部分文化界学者和从业人员对“娱乐底线”的深度反思。这是中国汉传佛教界近年首次针对戏谑佛教者的公开集体发声，由此引发后续一系列针对侮辱佛教声誉、践踏佛教权益事件的佛教护法运动，成为当代中国佛教事业与公共舆情的转折点。

## 佛教界大规模抗议
《法海你不懂爱》公演后，遭到中国佛教信众的集体抗议与抵制，明贤法师等多位法师对龚琳娜及其团队提出“向佛教界正式道歉”的要求。诸多学者和高校文化社团发表文章，深度解析近年“过度娱乐”的文化现象所潜藏的种种问题，呼吁文化自觉以及对宗教神圣的维护与尊重。

## 法律分析
邢彦超（文化娱乐法律专家、如是娱乐法中心主任）表示，“自由”是相对的，“娱乐”的自由绝对不能超过法律的底线。龚琳娜此举已经违背了中国“信仰自由、彼此尊重”的政策。支持龚琳娜的网友则认为不依照法律条文笼统声称《法海你不懂爱》超过法律底线，是侵犯了艺术创作自由。

## 法海事件与思凡事件
王雷泉（复旦大学哲学学院教授、博士生导师教授）将“法海事件”与台湾曾经发生过的“思凡事件”对比，并且就娱乐的恶俗和媒体的不负责任发表意见。

## 网友讨论
根据凤凰网投票结果（百万网友参与），龚琳娜应该为其歌曲戏谑佛教祖师而向佛教界正式道歉，因为其歌曲不仅严重伤害了佛教徒的宗教感情，更不利于中国精神文明的健康发展。在讨论中，网友从社会角度（文化、政治、经济、教育、国家、民族精神、社会发展等）分析类似《法海你不懂爱》这一类“恶搞歌”，结论是：无底线娱乐是有大弊而没有任何正面价值的。

## 普通公众意见
在各大网络平台的讨论中，也有很多非佛教徒普通公众的参与其中 （页面存档备份，存于），发表“宗教对世俗生活的干预过深会破坏政教分离的原则”等评论，批评佛教及参与法海事件论诤的僧人，反映了当前舆论的多元性。

## 事件发展
龚琳娜在事件发生后始终并未道歉，中国佛教界的抗议声也随着时间的延续而逐渐有所淡化，然而这一抵制戏谑佛教的立场，以及理性呼吁的方式，已渐被越来越多的佛教及社会人士所认同。

## 法海事件相关
2013年3月5日，格力空调将其“法海，你不懂XXXX”广告牌即时撤换并正式道歉；维他奶也就其产品“僧人包装”进行处理并道歉。两家公司的行为除了赢得佛教界的喝彩外，各界对此举也表示欣赏。